# Если (журнал)
«Если» — российский журнал фантастики. Выходил с 1991 по 2012 год и с начала 2015 по середину 2016 года. В журнале публиковались научно-фантастические и фэнтезийные рассказы, повести и романы российских и зарубежных авторов, футурологические статьи, рецензии на вышедшие жанровые книги и фильмы, литературные обзоры и кинообзоры, статьи об истории научной фантастики и актуальных проблемах фантастики, интервью, жанровые новости и статьи о выдающихся личностях, состоянии и направлениях развития фантастики.
В 1990-е годы «Если» был единственным в России стабильным журналом фантастики, выдерживающим периодичность и соответствующим требованиям рынка. Он являлся самым толстым в мире литературным журналом фантастики, законодателем «фантастической моды» в России.

## История
Основан в 1991 году ещё при СССР. Создатели журнала — переводчик Владимир Баканов и сотрудник газеты «Московские новости» Александр Шалганов. В том году вышел только первый номер. Интервал между первым и вторым номером составил более полугода. В 1992 году было напечатано четыре номера, далее журнал публиковался почти ежемесячно, лишь иногда в сдвоенном виде. Оригинальный «Если» сравнивали по концепции с журналом Amazing Stories: в нём публиковались преимущественно художественные рассказы, а статьи и другие материалы занимали не более четверти.
Первоначально журнал позиционировался как журнал фантастики и футурологии, причём фантастики зарубежной и ранее не публиковавшейся. Однако уже в № 3 (18) за 1994 года был дан анонс публикаций российских писателей, а в № 8 (22) за 1994 год был опубликован рассказ-миниатюра Александра Силецкого «День игры», и далее произведения российских авторов публиковались почти в каждом номере. «Юбилейные» № 6 (100) за 2001 год и № 10 (200) за 2009 год полностью состоят из произведений российских авторов. 
С № 5 (41) за 1996 год вместе со сменой формата с обложки исчезло слово «футурология» и постепенно сошли на нет футурологические статьи и новости. С 2015 года футурологические статьи снова стали публиковаться.
Большинство номеров журнала имело возрастной рейтинг «12+», но при первом введении этой системы в 2012 году № 10 и № 11 были отмечены рейтингом «16+». 

### С 1991 по 1996 — старый формат
С 1991 года по № 4 (40) за 1996 год журнал выходил в издательском доме «Московские новости» в формате А4 на газетной бумаге с чёрно-белыми иллюстрациями и объёмом 96 страниц.
Журнал был организован по аналогии с ходом научного исследования. Фантастические рассказы, повести и романы публиковалась с тегами «Мотив», «Задача», «Сбор данных», «Условия», «Гипотеза», «Эксперимент» и «Результат», иногда — «Коррекция», после которой могли следовать ещё один «Эксперимент» и «Результат». После фантастического произведения в большинстве случаев следовала научно-популярная статья, тематика которой пересекалась с элементами произведения. Таким образом из фантастических произведений и статей выстраивалось футурологическое исследование.
До № 7 (21) за 1994 год тираж журнала составлял от 75 до 150 тысяч экземпляров, далее постепенно снижался от 50 до 20 тысяч экземпляров.
Журнал печатался в ИПК «Московская правда».

### С 1996 по 1998 — формат с цветным «Видеодромом»
С № 5 (41) за 1996 год журнал издавался издательским домом «Любимая книга» в «карманном» формате А5, на мелованной бумаге с цветным разделом «Видеодром» в конце номера.
Организация журнала была изменена — теги футурологического исследования исчезли, проза перестала быть организованной в определённом порядке. Оглавление стало упорядочено по рубрикам, снабжённым пиктограммами: сначала перечислялась фантастическая проза (романы, повести, рассказы), затем публицистика, критика и так далее.
Сразу после смены формата объём журнала составлял 260—280 страниц. Однако уже к № 1 (49) за 1997 год журнал достиг уровня 304—320 страниц (о чём первые полгода свидетельствовал значок на обложке).
С № 6 (42) за 1996 год у журнала появился номер ISSN 0136-0140. С № 7 (55) за 1997 год оглавление журнала стало двухстраничным с короткими редакционными аннотациями к произведениям и статьям. С № 10 (58) за 1997 год журнал снова выходит на газетной бумаге.
Журнал печатался General Press Publication SA. C № 4 (64) за 1998 год — в Словакии при содействии фирмы Discovery. Тираж — 20 тысяч экземпляров.

### С 1999 по 2012 — формат без цветных страниц
Кризис 1998 года журнал выдержал, но не без затруднений: с № 10 (70) за 1998 год тираж был сокращён до 10 тысяч экземпляров, раздел «Видеодром» лишился цвета, два номера было выпущено сдвоенными — № 11—12 (71) за 1998 год и № 1—2 (72) за 1999 год.
До № 5 (75) за 1999 год журнал печатался на «Ярославском полиграфическом комбинате», № 7 (77) и № 8 (78) — в типографии «Виктория-Принт». С № 9 (79) журнал печатается на «Красногорской типографии» и «Чеховском полиграфическом комбинате».
К концу 2002 года тираж поднялся до уровня 14 тысяч экземпляров и оставался таким в течение почти 10 лет. С № 3 (229) за 2012 год тираж составлял 11—12 тысяч экземпляров. ISSN 1680-645X появился, начиная с № 1 (167) за 2007 год. C № 10 (104) за 2001 год четвёртая страница обложки журнала содержала штрихкод 9771680645003 по стандарту ISSN, а с 2006 года штрихкод дополнялся номером журнала в формате ГГМММ.

### Закрытие в 2012 году
В конце 2012 года журнал был закрыт издательством ООО «Сова-фильм», которое решило отказаться от него, так как у журнала исчезла почтовая подписка, дававшая 5000 подписчиков, и журнал стал убыточным.
29 октября 2012 года Эдуард Геворкян сообщил о завершении работы редакции журнала.
В последнем № 12 (238) за 2012 год на 288 странице приведено обращение главного редактора к читателям о закрытии журнала, а также комментарий от редакции.

К сожалению, всё в нынешнем году сошлось в фокусе: и решение издателя, и диктат фирм-распространителей, и возрастающая бесплатная раздача «Если» в Сети, и массовый выброс на рынок разного рода «читалок». Но если с первыми двумя обстоятельствами редакция всё-таки могла бы совладать, то справиться с последними нам не под силу.
…И уже не от имени главного редактора, придумавшего, создавшего и на протяжении двадцати лет выпускавшего журнал, а от имени самого «Если» я не прощаюсь с вами, но говорю вам:
До свидания.— Александр Шалганов
В январе 2013 года официальный сайт был закрыт на реконструкцию и на нём было вывешено объявление о поиске нового издателя. В сентябре 2013 Дмитрий Байкалов в своём блоге сообщил, что переговоры с различными организациями о возрождении журнала пока ничего не дали.
На XVI конгрессе «Странник» основной темой стало обсуждение возрождения журнала фантастики на базе «Если», но с возвращением футурологического блока.

### Возрождение журнала в 2015-2016 годы
В апреле 2015 на сайте журнала и в блоге Дмитрия Байкалова появилось сообщение, что журнал возрождён и его новый выпуск (№ 1 (239) за 2015 год) уже отправлен в типографию. Презентация выхода возрождённого журнала состоялась на фестивале Еврокон 2015 в Санкт-Петербурге. В июне-июле первый номер был доставлен подписчикам.
Под воздействием спонсора, компании РВК, концепция журнала изменилась. «Если» из альманаха рассказов превратился в издание о фантастике и футурологии. Рассказы стали занимать меньший объём, чем ранее, а статей, новостей и других информационных материалов стало больше. По словам коммерческого директора «Если» Александра Кривцова, журнал убыточен и существует на деньги спонсора — строительной компании.
Материалы в номере были разделены на 3 части — «Прошлое», «Настоящее» и «Будущее». Каждая часть содержала художественные произведения, а также исторические, аналитические или футурологические статьи. Рецензии, новости и «Видеодром» были расположены в части «Настоящее».
Периодичность журнала была снижена — официально до 6 номеров в год. Фактически в 2015 году выпущено 5 номеров, в 2016 — 4 номера. Номера 5 и 6 за 2016 год были переименованы в номера 1 и 2 за 2017-й и разосланы подписчикам с опозданием более чем в год. № 1 (239) за 2015 год обозначен на обложке как «март — апрель 2015», однако последующие номера не имели привязки к месяцам. 
Журнал выходил в формате А5 с цветными иллюстрациями и оформлением. Объём журнала составлял 256 страниц, тираж — 10 тысяч экземпляров. Печатался в типографиях «МДМ-принт» (№ 1), МСТ (№ 2, № 3), Типографский комплекс «Девиз» (№ 4, № 5). Номер ISSN 1680-645X сохранён, однако штрихкод был изменён на 9771680645102 с сохранением дополнения, кодирующего порядковый номер журнала. Свидетельство о регистрации СМИ ПИ № ФС77-61630 от 07 мая 2015 года.
Со второй половины 2016 года журнал де-факто перестал выходить, хотя о закрытии не было объявлено. По словам Олега Дивова, это связано с поисками нового спонсора. В социальных сетях сотрудники редакции признавали финансовые проблемы и озвучивали планы возобновить подписку на журнал в феврале 2017 года, однако эти планы не были воплощены. Страницы журнала в соцсетях перестали обновляться в 2017—2018 годы, а в 2020-м его сайт прекратил работу.

## Распространение
С 1993 года журнал распространялся по подписке на территории России, Украины, Белоруссии и Казахстана. В розницу поступал в ограниченном количестве — преимущественно в торговую сеть Москвы, Московской области, Санкт-Петербурга; с 2001 года — Харькова. Поступление в розничную продажу обычно происходило в последних числах месяца, предшествующего титульному месяцу журнала.
С октября 2015 года журнал распространялся по подписке через официальный сайт esli.ru. В 2016 году существовала подписка через сайт, «Роспечать» и «Прессу России».

## Содержание
Типичное содержание номера журнала:
- 1—2 повести;
- 4—7 рассказов;
- 3—6 рецензий на фильмы, вышедшие в российском прокате;
- 5—10 одностраничных рецензий на недавно опубликованные в России книги;
- 1—3 расширенных рецензий на опубликованные книги;
- «Курсор» — жанровые новости;
- статьи (мемуары, публицистика, полемика);
- «Персоналии» — сведения об авторах прозаических произведений номера.

Изредка вместо повестей публиковался роман (в сокращённом виде или с разбивкой на две части).
Для художественных текстов, публикуемых в «Если», очень желательна, если не обязательна, была «безумная идея» в основе сюжета.
От советского времени, когда фантастика считалась «литературой для детей и юношества», журнал «Если» унаследовал четкую этическую норму; в помещаемых на его страницах произведениях отчётливо различимы были категории добра и зла. В некоторой мере «Если» унаследовал также научно-популяризаторскую традицию фантастики 1940—1960-х годов.
Начавший выпускаться в период «переводного бума», журнал изначально отдавал предпочтение зарубежным авторам. Впоследствии он начал публиковать российских авторов всё чаще, и в 2000-е годы их доля составляла более половины, причём почти всегда это были «звёзды».
Несмотря на «технократические», «позитивистские» позиции журнала, его жанровая политика повторяла общую тенденцию на рынке фантастики — медленный переход в сторону смешения и размывания жанров, экспериментальных форм, постмодернистской игры. В «Если» сложилось своего рода разделение сфер: к жанру «твёрдой фантастики» принадлежали произведения переводных авторов, российские же авторы расшатывали границы жанров в тех случаях, когда эти границы ещё сохранились.
Помимо рецензий на книжные новинки, как отечественные, так и переводные, в журнале публиковались большие статьи, посвящённые творчеству зарубежных мастеров научной фантастики; материалы «круглых столов» на острые темы; материалы о судьбах жанра, его трансформациях, взаимодействиях с другими жанрами.
Некоторые номера «Если» были тематическими, хотя это не объявлялось напрямую: например, № 6 (172) за 2007 год — альтернативная история и параллельные миры, № 3 (181) за 2008 год — медицина, № 8 (186) за 2008 год — городская фэнтези, № 10 (212) за 2010 год — ксенофантастика. Тематические номера обозначались в оглавлении в 1994—1996 годах.
В 2015 году все номера тематические, тема обозначена на обложке. № 1 — «Космос», № 2 — «Город будущего», № 3 — «Люди и роботы», № 4 — «Биотех для людей», № 5 — «Разум во Вселенной».
С 1997 по 2008 год проводилось голосование «Приз читательских симпатий» по произведениям, вышедшим в этом году в журнале и в России вообще. Итоги голосования были основой для премии «Сигма-Ф».

### Конкурс «Альтернативная реальность»
Начиная с № 11—12 (25) за 1994 год раз в полгода журнал проводил конкурс «Альтернативная реальность»: публиковался лучший присланный в редакцию рассказ от начинающего автора. До 1998 года присланные работы предварительно отбирались Московским клубом любителей фантастики, редакция выбирала победителя из 3—4 финалистов. Одним из победителей конкурса стал Михаил Тырин, чей дебютный рассказ «Малые возможности» был опубликован в № 7 (43) за 1996 год.

### Конкурс «Банк идей»
Раз в год, с 1995 до 2006 год, журнал проводил конкурс «Банк идей»: читатели пытались разгадать замысел или развязку рассказа по его началу или краткому пересказу. Конкурс был свёрнут в № 4 (158) за 2006 год в связи со снижением интереса читателей.
В № 10 (200) за 2009 год конкурс был проведён ещё раз, однако теперь читателям нужно было предложить концовку ещё не завершённого рассказа. В свою очередь, автор рассказа «обязуется внимательно изучить все оригинальные НФ-идеи и завершить рассказ в соответствии с той, которая покажется ему наиболее интересной».

## Творческий совет
При журнале существовал творческий совет, который участвовал в формировании номеров. Впервые совет приведён в № 1 (61) за 1998 год. В состав совета в разные годы входили:
- Эдуард Геворкян — с № 5 (87) за 2000 год;
- Александр Громов — с № 1 (107) за 2002 год;
- Олег Дивов — с № 7 (113) за 2002 год;
- Марина и Сергей Дяченко — с № 5 (87) за 2000 год;
- Евгений Лукин;
- Сергей Лукьяненко;
- Андрей Столяров;
- Александр Шалганов с № 1 (239) за 2015 год.
- Юрий Брайдер — по № 4 (86) за 2002 год;
- Кир Булычёв — по № 10 (128) за 2003 год;
- Владимир Михайлов — с № 5 (87) за 2000 год по № 11 (189) за 2008 год;
- Николай Чадович — по № 4 (86) за 2002 год;
- Борис Стругацкий — по № 12 (238) за 2012 год.

## Призы и премии
Журнал был организатором ежегодного Московского форума фантастики, учредителем приза читательских симпатий «Сигма-Ф» и соучредителем премии критиков «Филигрань».
В 2004 году журнал совместно с агентством новостей «IMA-press» выступил учредителем Мемориальной премии имени Кира Булычева, которая вручается по результатам голосования профессионального жюри, состоящего из писателей, критиков и журналистов.
В 2000 году на «Евроконе» журнал «Если» был признан лучшим журналом фантастики в Европе.

### Официальные ресурсы «Если»
- Официальный сайт журнала
- Официальное сообщество в ЖЖ

### О журнале на других ресурсах
- Борис Невский. Братья по разуму. Журнал «Если» // «Мир фантастики» (январь 2009)
- Библиография всех номеров на сайте «Лаборатория фантастики»